# 漢龍敦 (愛荷華州)
漢龍敦（英語：Hanlontown）是一個位於美國愛荷華州沃思縣的城市。

## 歷史
漢隆敦的城鎮成立於1899年10月9日，當時在沃思縣的西南部修建了部分芝加哥連結西北鐵路。隨著定居的該地的工人越來越多，它以業主詹姆斯·漢隆（James Hanlon）的名字命名，並於1902年1月18日正式成立。

## 地理
漢龍敦的座標為43°16′51″N 93°22′46″W / 43.28083°N 93.37944°W，而該地的平均海拔高度為367米（即1204英尺）。

## 人口
根據2010年美國人口普查的數據，漢龍敦的面積為2.51平方千米，當中陸地面積為2.51平方千米，而水域面積為0.00平方千米。當地共有人口226人，而人口密度為每平方千米90人。